# نقطة كين
نقطة كين هي واحدةٌ من مواقع فَغْر البُطين [الإنجليزية] المُستعملة في جراحة الأعصاب، عادةً عند تركيب تحويلة بطينية صفاقية في الأطفال. تقعُ هذه النقطة على ارتفاع 3 سسنتيمتراتٍ وإلى الخلف 3 سسنتيمتراتٍ من حلز الأذن. تُثقب الجمجمة عند نقطة كين؛ وذلك لإدخال قسطرة في البطين الجانبي للدماغ بهدف الحصول على السائل الدماغي الشوكي أو تحويله. يُستعمل هذا الإجراء لأغراضٍ تشخيصية وعلاجية.